# Жанабай Кудайбергенулы
Жанабай Кудайбергенулы (1865—1916) — казахский оратор и общественный деятель, один из руководителей Каркаринского восстания 1916 года. 
Жанабай Кудайбергенулы родился в 1865 году в ауле Кыргызсай Жаркентского уезда Жетысуской области. Происходит из племени албан. Окончил Жаркентское медресе. Владел арабским, русским, китайским и монгольским языками. 
оказал большое содействие в постройке Жаркентского медресе. В 1893 году в Тогызбу-лаке открыл русско-казахскую школу. Имел дружественные отношения с Жамбылом, Токтагулом, вступал в состязания с акынами Тутка, Когилдир, Шынар. Вместе с представителями Жетысу принимал участие в торжестве, посвящённом 300-летию правления династии Романовых, был на приеме у Николая II в Санкт-Петербурге. 
В 1916 году активно участвовал в национально-освободительном движении Жутысуского региона. Вооружив свой род конырборикты, присоединился к Каркаринскому восстанию. После подавления восстания был посажен в тюрьму города Каракол и затем расстрелян вместе с соратниками. 
Имя Жанабая Кудайбергенулы носят средняя школа и улица в городе Чунджа — административном центре Уйгурского района Алматинской области.